# Nur ul-Ihsaanmoskee
Nur ul-Ihsaanmoskee is een moskee in de stad Phnom Penh in Cambodja. De moskee werd gebouwd in 1813 en ligt 7 kilometer ten noorden van het centrum van Phnom Penh aan de Nationale route nummer 5. Volgens de omwonenden werd de moskee door de communistische Rode Khmer gebruikt als varkensstal. De moskee werd opnieuw ingewijd in 1979. De gelovigen die deze moskee bezoeken zijn voornamelijk van het Cham volk. Naast de moskee is er een madrasa (religieuze school).